# Bianxiong (sockenhuvudort i Kina, Tibet Autonomous Region, lat 29,32, long 89,05)
Bianxiong (kinesiska: 边雄, 边雄乡) är en sockenhuvudort i Kina. Den ligger i den autonoma regionen Tibet, i den sydvästra delen av landet, omkring 200 kilometer väster om regionhuvudstaden Lhasa. Antalet invånare är 4 106. Befolkningen består av 2 020 kvinnor och 2 086 män. Barn under 15 år utgör 27,0 %, vuxna 15-64 år 67 %, och äldre över 65 år 4,0 %.
Runt Bianxiong är det glesbefolkat, med 16 invånare per kvadratkilometer. Närmaste större samhälle är Shigatse, 17,9 km väster om Bianxiong. Trakten runt Bianxiong består i huvudsak av gräsmarker.
Genomsnittlig årsnederbörd är 600 millimeter. Den regnigaste månaden är juli, med i genomsnitt 201 mm nederbörd, och den torraste är januari, med 2 mm nederbörd.